# Alto Caparaó
Alto Caparaó là một đô thị thuộc bang Minas Gerais, Brasil. Đô thị này có diện tích 104,571 km², dân số năm 2007 là 5048 người, mật độ 51,9 người/km².